# Трускав
Трускав (пол. Truskaw) — село в Польщі, у гміні Ізабелін Варшавського-Західного повіту Мазовецького воєводства.
Населення — 1697 осіб (2011).
У 1975-1998 роках село належало до Варшавського воєводства.

## Демографія
Демографічна структура станом на 31 березня 2011 року:
|          | Загалом | Допрацездатний вік | Працездатний вік | Постпрацездатний вік |
| -------- | ------- | ------------------ | ---------------- | -------------------- |
| Чоловіки | 824     | 175                | 566              | 83                   |
| Жінки    | 873     | 155                | 537              | 181                  |
| Разом    | 1697    | 330                | 1103             | 264                  |